# Nord (Darmstadt)
Nord, Darmstadt-Nord — dzielnica miasta Darmstadt w Niemczech, w kraju związkowym Hesja.